# Église Saint-Saturnin de Thaumiers
Pour les articles homonymes, voir Église Saint-Saturnin.
L'église Saint-Saturnin est une église catholique située sur la commune de Thaumiers, dans le département du Cher, en France.

## Historique
L'édifice est classé au titre des monuments historiques en 1911.

### Statues

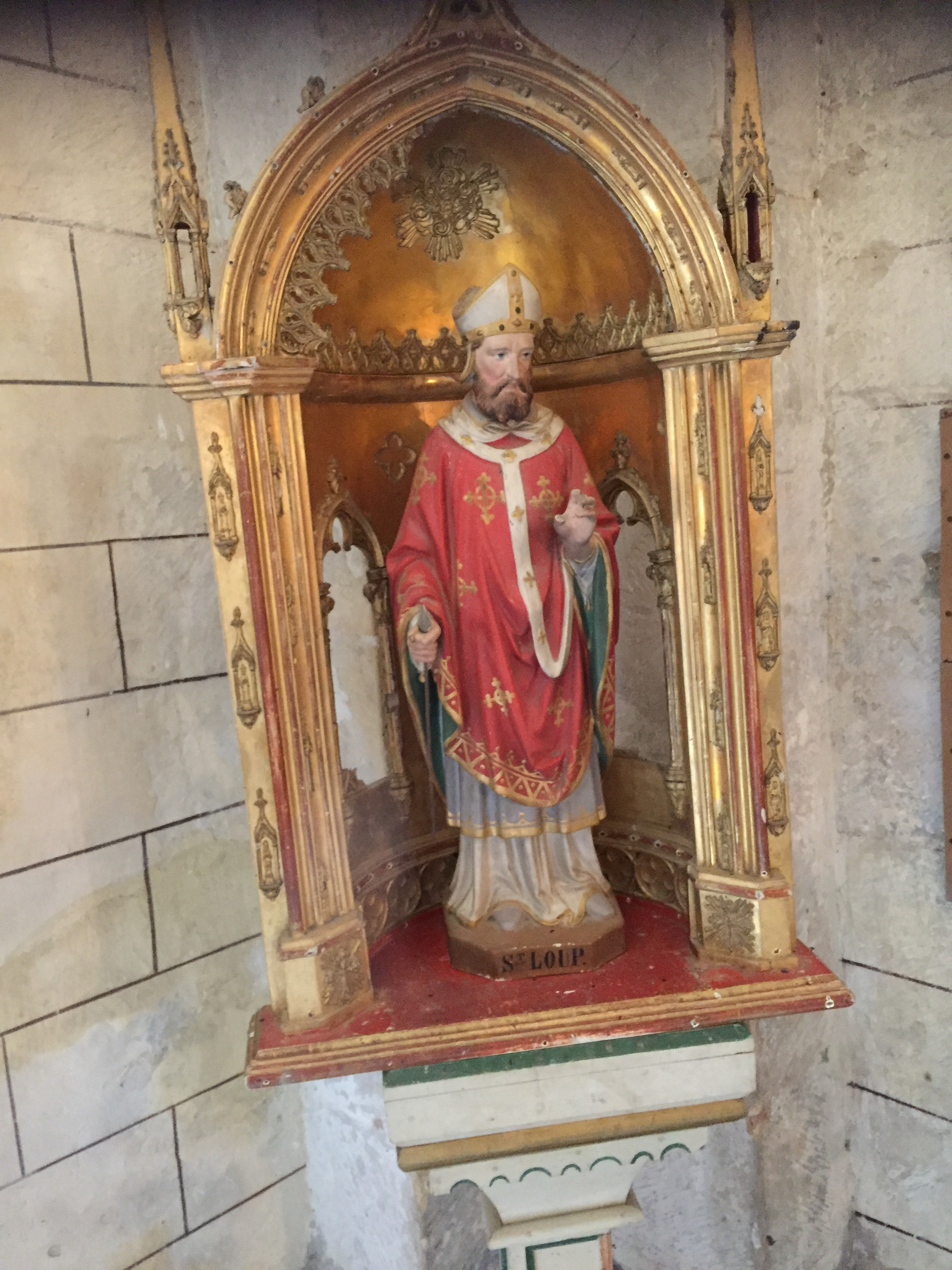
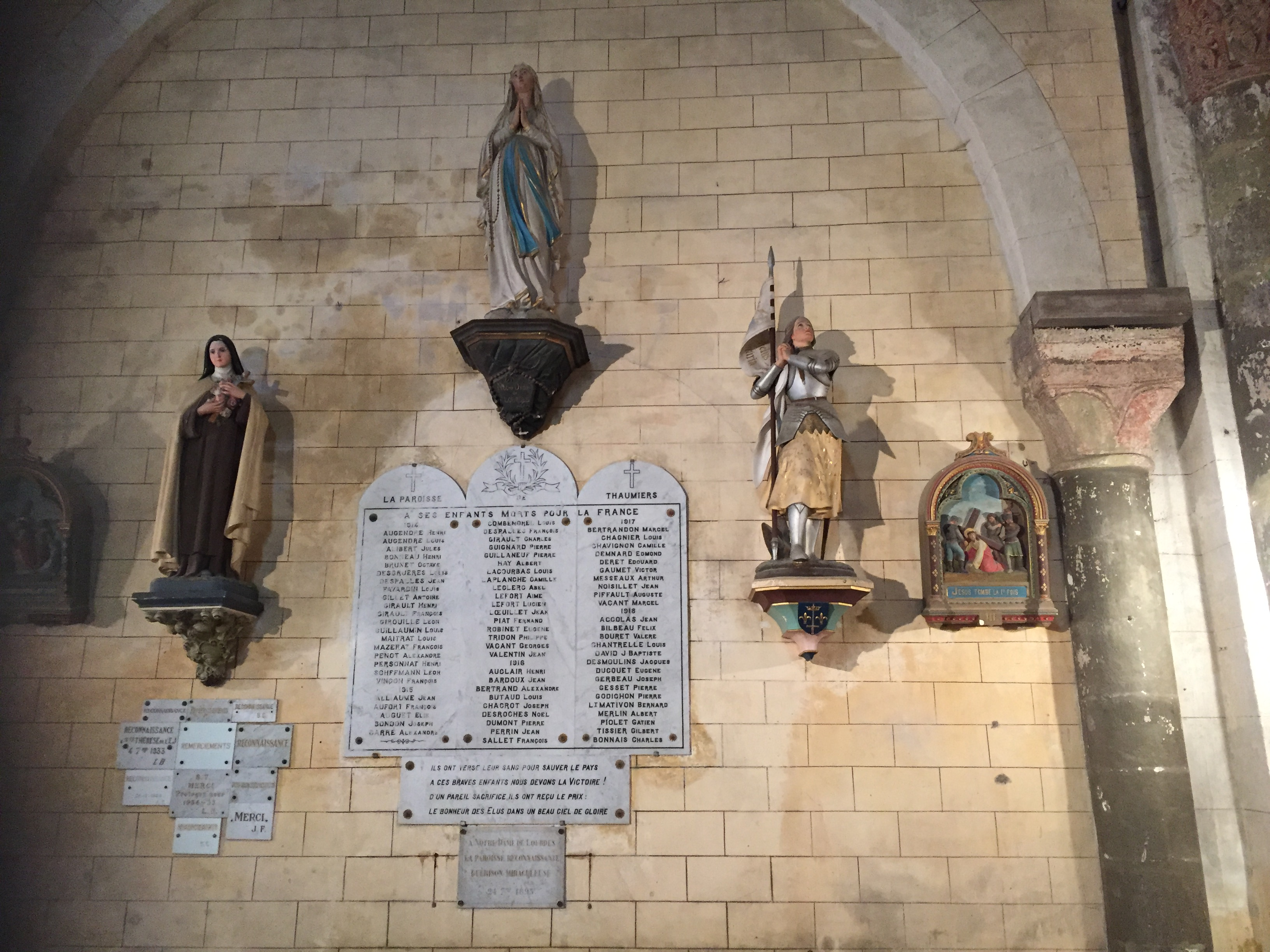
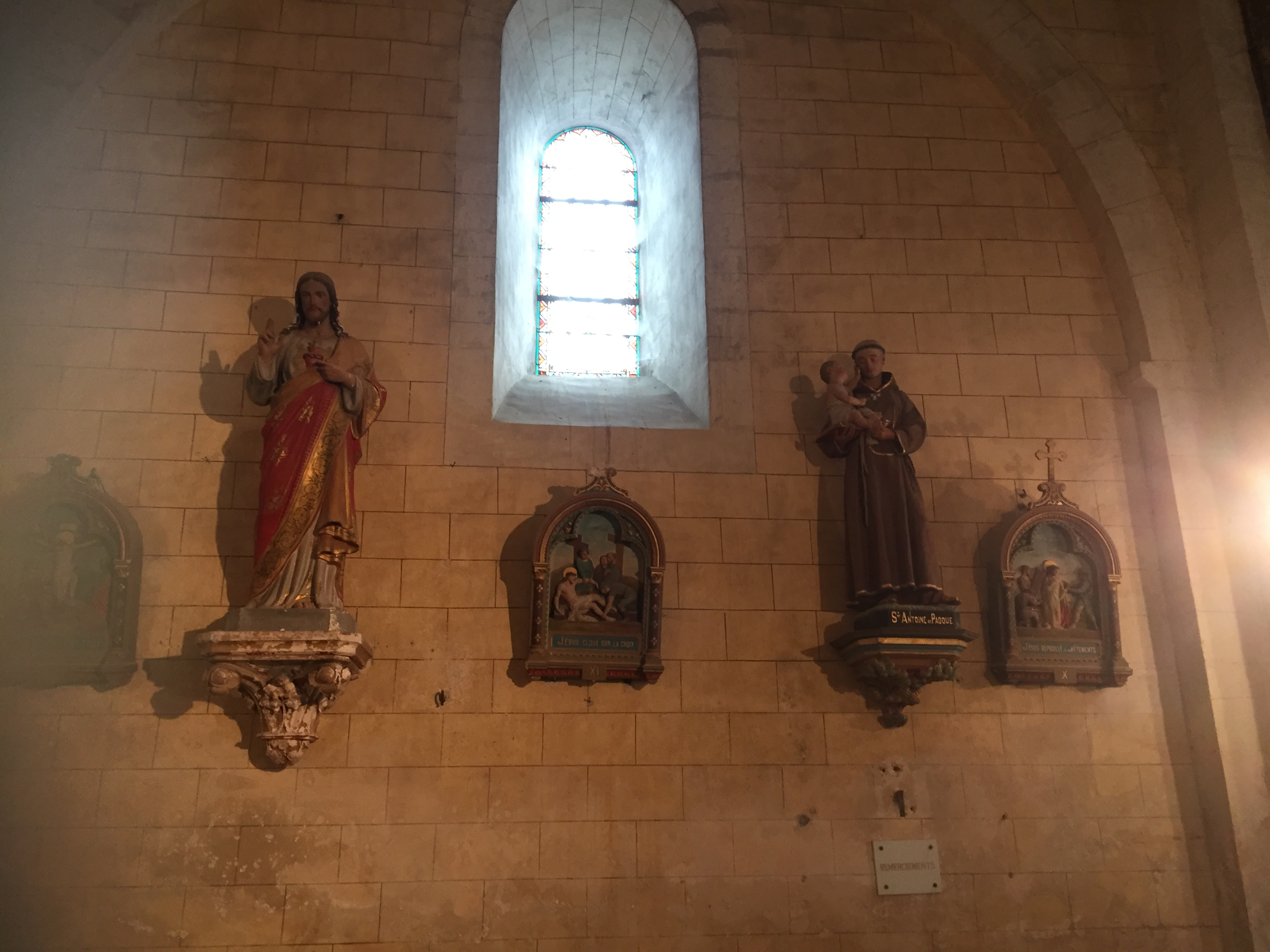